# Лига чемпионов УЕФА 1996/1997. Квалификация
Эта статья содержит информацию о квалификационном раунде Лиги чемпионов УЕФА 1996/1997.
В розыгрыше Лиги чемпионов УЕФА 1996/97 участвовали 24 команды, из которых восемь команд (чемпионы первых семи лиг таблицы коэффициентов клубов УЕФА и действующие чемпионы сезона 1995/96) автоматически квалифицировались в групповой этап, остальные 16 (чемпионы лиг, которые заняли 8—23 места в таблице коэффициентов) приняли участие в квалификационном раунде. Победители каждой пары выходили в групповой этап Лиги чемпионов, а проигравшие — в первый раунд Кубка УЕФА.

## Квалификационный раунд
Жеребьёвка состоялась 6 июля 1996 года в Женеве. Первые матчи прошли 7 августа, ответные — 21 августа.

### Таблица
| Команда 1         | Итог        | Команда 2    | 1-й матч | 2-й матч |
| ----------------- | ----------- | ------------ | -------- | -------- |
| Маккаби Тель-Авив | 1:2         | Фенербахче   | 0:1      | 1:1      |
| Рейнджерс         | 10:3        | Алания       | 3:1      | 7:2      |
| Панатинаикос      | 1:3         | Русенборг    | 1:0      | 0:3      |
| Гётеборг          | 4:1         | Ференцварош  | 3:0      | 1:1      |
| Видзев            | 4:4 (г. в.) | Брондбю      | 2:1      | 2:3      |
| Грассхоппер       | 6:0         | Славия Прага | 5:0      | 1:0      |
| Брюгге            | 2:5         | Стяуа        | 2:2      | 0:3      |
| Рапид Вена        | 6:2         | Динамо Киев  | 2:0      | 4:2      |

### Матчи

#### Первые матчи
| Гётеборг                            | 3:0     | Ференцварош |
| ----------------------------------- | ------- | ----------- |
| Блумквист 37′ · Петтерссон 49′, 56′ | (отчёт) |             |

| Маккаби Тель-Авив | 0:1     | Фенербахче  |
| ----------------- | ------- | ----------- |
|                   | (отчёт) | Шентюрк 43′ |

| Рейнджерс                                | 3:1     | Алания       |
| ---------------------------------------- | ------- | ------------ |
| Макиннес 51′ · Маккойст 60′ · Петрич 77′ | (отчёт) | Яновский 29′ |

| Брюгге                   | 2:2     | Стяуа         |
| ------------------------ | ------- | ------------- |
| Нильсен 27′ · Шпехар 54′ | (отчёт) | Илие 45′, 62′ |

| Видзев                     | 2:1     | Брондбю  |
| -------------------------- | ------- | -------- |
| Дембиньский 63′ · Маяк 73′ | (отчёт) | Бьюр 75′ |

| Грассхоппер                                                    | 5:0     | Славия Прага |
| -------------------------------------------------------------- | ------- | ------------ |
| Тюркильмаз 11′, 46′ · Эспозито 43′ · Молдован 57′ · Коллер 89′ | (отчёт) |              |

| Рапид Вена            | 2:0     | Динамо Киев |
| --------------------- | ------- | ----------- |
| Штумпф 7′ · Гугги 89′ | (отчёт) |             |

| Панатинаикос | 1:0     | Русенборг |
| ------------ | ------- | --------- |
| Важиха 19′   | (отчёт) |           |

#### Ответные матчи
| Динамо Киев                   | 2:4     | Рапид Вена                                         |
| ----------------------------- | ------- | -------------------------------------------------- |
| Калитвинцев 6′ · Максимов 77′ | (отчёт) | Иванов 23′, 42′ · Кюбауэр 32′ · Головко 62′ (авт.) |

| Русенборг                             | 3:0 (доп.) | Панатинаикос |
| ------------------------------------- | ---------- | ------------ |
| Странн 63′ · Иверсен 94′ · Хеггем 97′ | (отчёт)    |              |

| Фенербахче | 1:1     | Маккаби Тель-Авив |
| ---------- | ------- | ----------------- |
| Окоча 19′  | (отчёт) | Дрикс 75′         |

| Алания                               | 2:7     | Рейнджерс                                                              |
| ------------------------------------ | ------- | ---------------------------------------------------------------------- |
| Яновский 14′ · Сулейманов 24′ (пен.) | (отчёт) | Маккойст 1′, 13′, 18′ · Ван Воссен 40′ · Лаудруп 56′, 83′ · Миллер 87′ |

| Брондбю                              | 3:2     | Видзев                  |
| ------------------------------------ | ------- | ----------------------- |
| Мёллер 31′ · Бьюр 44′ · Вильфорт 47′ | (отчёт) | Цитко 56′ · Войталя 88′ |

| Славия Прага | 0:1     | Грассхоппер    |
| ------------ | ------- | -------------- |
|              | (отчёт) | Тюркильмаз 70′ |

| Ференцварош | 1:1     | Гётеборг      |
| ----------- | ------- | ------------- |
| Хорват 13′  | (отчёт) | Андерссон 87′ |

| Стяуа                    | 3:0     | Брюгге |
| ------------------------ | ------- | ------ |
| Илие 32′, 44′ · Надь 55′ | (отчёт) |        |